# Буква зю
Буква зю — фразеологічне сполучення, що означає дивне, незрозуміле, неприродне положення будь-якого предмета. Вживається з дієсловами стояти, поставити, скарлючитися, зігнутися. Це відносно новий фразеологізм, який в процесі еволюції набуває нових значень[джерело?].

## Походження виразу
Гіпотезу про походження цього фразелогізму висловив Зеленін у своїй статті в журналі «Русская речь». Він вважає, що своїм походженням буква зю завдячує фільмам про Зорро, відмітним знаком якого була літера Z, і що фразеологізм набув поширення в 70—80-ті роки серед студентської молоді. Ім'я букви зю утворилося шляхом поєднання назв англійської букви зед і грецьких літер мю та ню, фонетична форма яких (на думку Зеленіна) традиційно виклика́ла у школярів і студентів подив і сміх[виправити стиль].  Можливо також походження цього виразу від графічного зображення санскритського "ом" в традиційному запису на деванагарі, яке, хоч звучить інакше, візуально нагадує амальгаму[невдало сформульовано] букв З і Ю: ॐ.

### Еволюція виразу
Зеленін вважає, що у 80-х роках XX століття словосполучення «буква зю» в значенні «дивне, зігнуте положення тіла людини» було поширене в середовищі автомобілістів, які проводили багато часу за ремонтом машин. Наприкінці 80-х років цей мовний зворот увійшов до словника дачників і став позначати тривалу роботу нахилившись на земельній ділянці. Таке слововживання (вже без прив'язки до машини чи дачної роботи) поширилося не тільки в просторічних висловлюваннях, а й у пресі та художній літературі.
«Старпом чомусь вигинається буквою зю і розпрямлятися не хоче»— М. Веллер. Легенда про морський парад
У ході еволюції фразеологізму первісне значення «має форму літери Z» піддалося метафоризації і він став позначати викривленість взагалі. Тепер[слово-паразит] цей вираз використовується по відношенню до будь-якого об'єкту, що знаходиться у викривленому, дивному стані.

У середині 90-х років вираз проник у публіцистику, породивши химерні семантичні перетворення[виправити стиль]. Зеленін наводить такі приклади:
«Машина як і раніше стоїть у дворі буквою зю»— Молодь Естонії. 2004. 21 січня
«Якийсь красень на моторці виписував на воді букву зю»— Туризм і відпочинок. Мінськ. 2002. № 12
«Не все в цій країні ставить людину буквою зю»— Білоруська газета. 2000. № 14
 Словосполучення набуло[коли?] більш абстрактного значення «будь-який предмет зігнутої форми».

## Поширення виразу
Завдяки розпливчастості значення, буква зю має великі можливості мовної трансформації. На думку А. В. Зеленіна, вираз «буква зю» найближчим часом[коли?] з'явиться у фразеологічних та тлумачних словниках.
Проте вираз буква зю поширений не тільки в російській мові метрополії і, меншою мірою, в країнах колишнього СРСР. Так, фразеологізм «(зігнутий) як буква зю» привернув увагу харківського філолога Н. Ф. Уманцевої. У російськомовних колах за кордоном вираз не поширився. На думку А. В. Зеленіна, це пов'язано з перебуванням російськомовних в оточенні латинського алфавіту, що знижує можливість іншого, іронічного погляду на букву Z.

## Інші значення виразу
Ряд значень виразу «буква зю» пов'язаний з переносом основного смислового значення з слова «зю» на слово «буква». Зеленін називає цей процес актуалізацією «першого, номінативного, елементу словосполучення». Образність словосполучення знижується, поняття зігнутості зникає. «Буква зю» починає позначати нерозбірливий почерк, загадковий знак або просто каракулі.

В даному значенні вираз «буква зю» вживається замість звичних фразеологізмів від а до я, від альфи до омеги.
«1700 школярів в 65 класах до букви зю»— Деловые вести. Волгоград. 1998. № 16
Також існує комп'ютерна програма Буква Зю (Letter Zu), призначена для транслітерації латинських букв та їх комбінацій в російські.